# Rainier (Oregón)
Rainier es una ciudad ubicada en el condado de Columbia en el estado estadounidense de Oregón, a orillas del río Columbia. En el año 2000 tenía una población de 1.687 habitantes y una densidad poblacional de 404.6 personas por km².

## Geografía
Rainier se encuentra ubicada en las coordenadas 46°5′24″N 122°56′33″O / 46.09000, -122.94250.

## Demografía
Según la Oficina del Censo en 2000 los ingresos medios por hogar en la localidad eran de $41,949, y los ingresos medios por familia eran $46,759. Los hombres tenían unos ingresos medios de $45,179 frente a los $23,036 para las mujeres. La renta per cápita para la localidad era de $18,511. Alrededor del 10.4% de la población estaban por debajo del umbral de pobreza.